# Хаджилар (дем Марония-Шапчи)
Вижте пояснителната страница за други значения на Хаджилар.
Хаджилар (на гръцки: Προσκυνητές, Проскинитес, катаревуса Προσκυνηταί, Проскините) е село в Западна Тракия, Гърция. Селото е част от дем Марония-Шапчи.

## География
Селото е разположено на 25 километра южно от Гюмюрджина (Комотини).

## История
В XIX век Хаджилар е българско село в Гюмюрджинска кааза в Одринския вилает на Османската империя. Според „Етнография на вилаетите Адрианопол, Монастир и Салоника“, издадена в Константинопол в 1878 година и отразяваща статистиката на населението от 1873 година, Аджилар (Adjilar) има 90 домакинства и 444 жители българи.
В 1890-те години част от българското население на селото, начело с кмета Никола Солаков и първенците Петко, Георги и Вълчо Замови, Петко Табаков, Димитър Налбантина, Момчил Вълчев, Янко Съкъдишлията, приема върховенството на Българската екзархия. Български учител става Димитър Стоянов от село Манастир, а свещеник си остава поп Костадин Стайков от Горно Дерекьой. След една година Стайков, който не смее да се признае за екзархист, е заменен от Панайот Кефала – грък, минал под върховенството на Екзархията. След Кефала свещеник отново е Стайков, признал Екзархията.
| Църковно-училищни и революционни дейци | Църковно-училищни и революционни дейци |
| Име                                    | Бележка                                |
| -------------------------------------- | -------------------------------------- |
| 1. Костадин Стайков                    | свещеник                               |
| 2. Димитър Налбантина                  |                                        |
| 3. Петко Табаков                       |                                        |
| 4. Петко Замов                         |                                        |
| 5. Георги П. Катаришки                 |                                        |
| 6. Никола Харачиев                     |                                        |
| 7. Георги Палазов                      |                                        |
| 8. Анко Сакъдишлиев                    |                                        |
| 9. Момчил Вълчев                       |                                        |
| 10. Атанас Куруджията                  |                                        |
| 11. Георги Саров                       |                                        |
| 12. Васил Сарът                        | баща на Георги Саров                   |

Според статистиката на професор Любомир Милетич в 1912 година в селото живеят 200 български екзархийски семейства смесени с 9 семейства турци.
При избухването на Балканската война в 1912 година 5 души от Хаджилар са доброволци в Македоно-одринското опълчение.

## Личности
Родени в Хаджилар
- Васил Петков, деец на Ксантийския революционен комитет[6]